# Justus Erich Bollmann

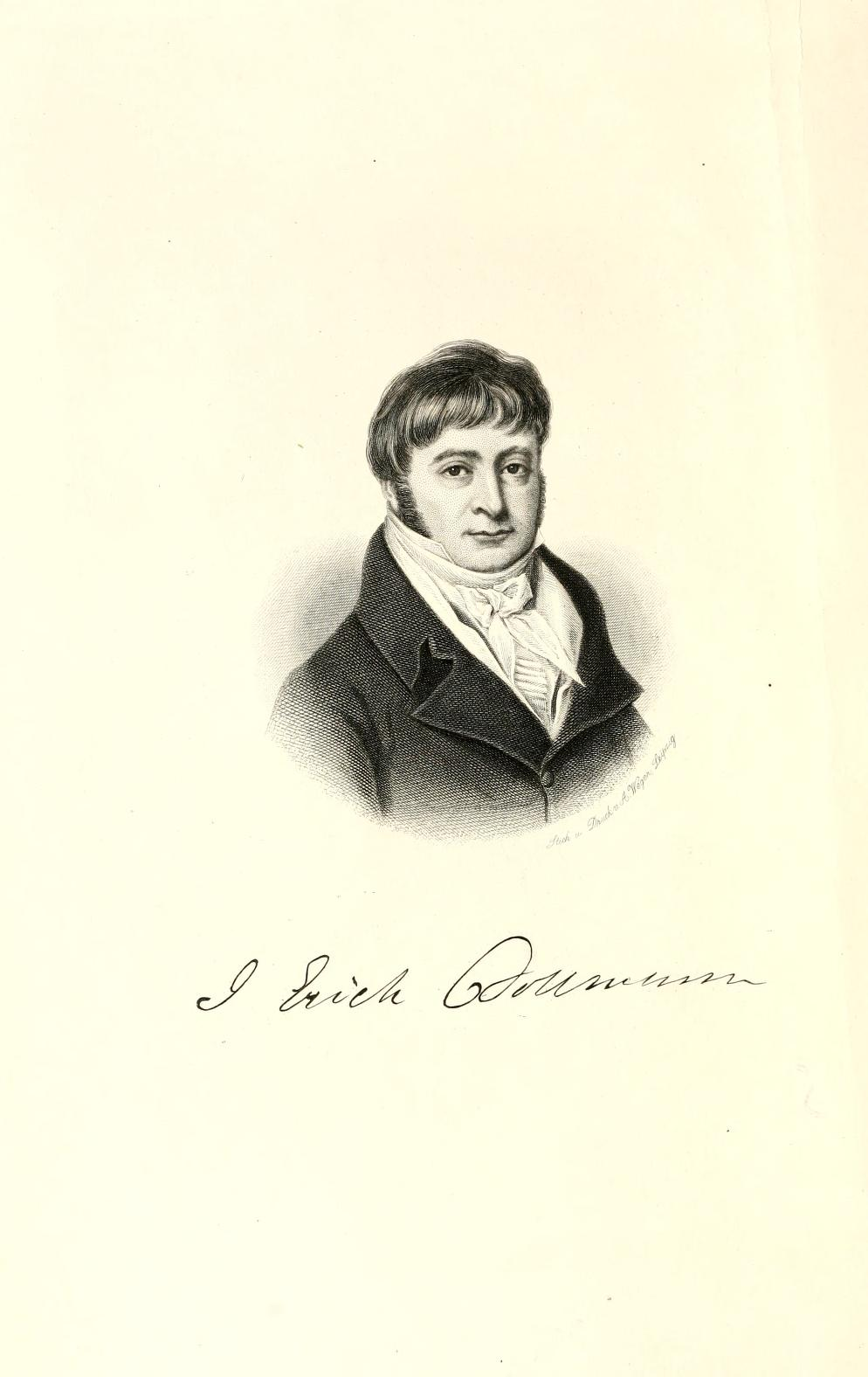
Justus Erich Bollmann

Justus Erich Bollmann (* 10. März 1769 in Hoya an der Weser; † 10. Dezember 1821 in Kingston auf Jamaika) war Arzt, Politiker und Unternehmer.

## Leben
Bollmann, Sohn eines wohlhabenden Kaufmanns, studierte in Göttingen Medizin und ging 1792, nachdem er promoviert hatte, nach Paris, um sich hier als Arzt niederzulassen.
Die Französische Revolution vereitelte diese Absicht. Auf Bitten der Frau von Stael, deren Bekanntschaft er gemacht hatte, rettete er im August deren Geliebten, den royalistischen Kriegsminister Narbonne, vor den Verfolgungen der revolutionären Jakobiner nach England. Dagegen misslang sein im Herbst 1793 unternommener Versuch, den Marquis de La Fayette aus seinem Gefängnis in Olmütz zu befreien. Er wurde deswegen von der preußischen Behörde verhaftet und 1794 zu einem Monat Gefängnis verurteilt.
Bollmann begab sich darauf nach Amerika, wo er 1797 in Philadelphia ein Kommissionsgeschäft gründete, welches nach anfänglich glücklichen Geschäften 1803 liquidieren musste. Als Agent des Hauses Baring wohnte er 1814–15 dem Wiener Kongress bei. 1815 gründete er bei London eine chemische Fabrik.
Er starb aber auf einer Reise nach Westindien auf Jamaika.
Bollmann ist eine der Hauptfiguren in Heinrich Albert Oppermanns Roman Hundert Jahre. Bollmanns Biographie wurde zuerst von Karl August Varnhagen von Ense bekannt gemacht, der 1814–1819 mit ihm in Briefwechsel stand und in der Zeitschrift Minerva (1837) über Lafayettes Befreiung aus Olmütz durch Bollmann und Huger 1794 schrieb. Bollmann-Quellen sind in der Sammlung Varnhagen überliefert.
Dieser Artikel basiert auf einem gemeinfreien Text aus Meyers Konversations-Lexikon, 4. Auflage von 1888 bis 1890.
Sein Onkel mütterlicherseits war der Arzt, Botaniker, Apotheker, sowie Insektenkundler David Heinrich Hoppe.